# Romeries
Romeries est une commune française située dans le département du Nord, en région Hauts-de-France.

## Géographie

### Localisation
La commune se trouve aux limites du Cambrésis, de l'Avesnois et du Hainaut, dans la vallée du ruisseau des Harpies.
Elle fait partie de l'aire d'attraction de Valenciennes (partie française), de la zone d'emploi de Cambrai et du bassin de vie de Solesmes.

### Communes limitrophes
Les communes limitrophes sont  Beaudignies, Beaurain, Escarmain, Neuville-en-Avesnois, Solesmes, Vendegies-au-Bois et Vertain.
| Vertain  |          | Escarmain Beaudignies |
|          | Romeries | Neuville-en-Avesnois  |
| Solesmes | Beaurain | Vendegies-au-Bois     |

### Géologie et relief
La superficie de la commune est de 6,01 km2 ; son altitude varie de 91  à   126 mètres.

### Hydrographie

#### Réseau hydrographique
La commune est située dans le bassin Artois-Picardie. Elle est drainée par le ruisseau des Harpies,.
| (texte à fusionner) Le territoire communal est drainé par le ruisseau des Harpies, qui prend sa source au sud-ouest de la Forêt de Mormal à Locquignol sous le nom de le ruisseau à Grenouilles. C'est un affluent en rive gauche de l'Écaillon et donc un sous-affluent de l'Escaut. |

Le ruisseau des Harpies, d'une longueur de 24 km, prend sa source dans la commune de Landrecies et se jette  dans l'Écaillon à Vendegies-sur-Écaillon, après avoir traversé onze communes.

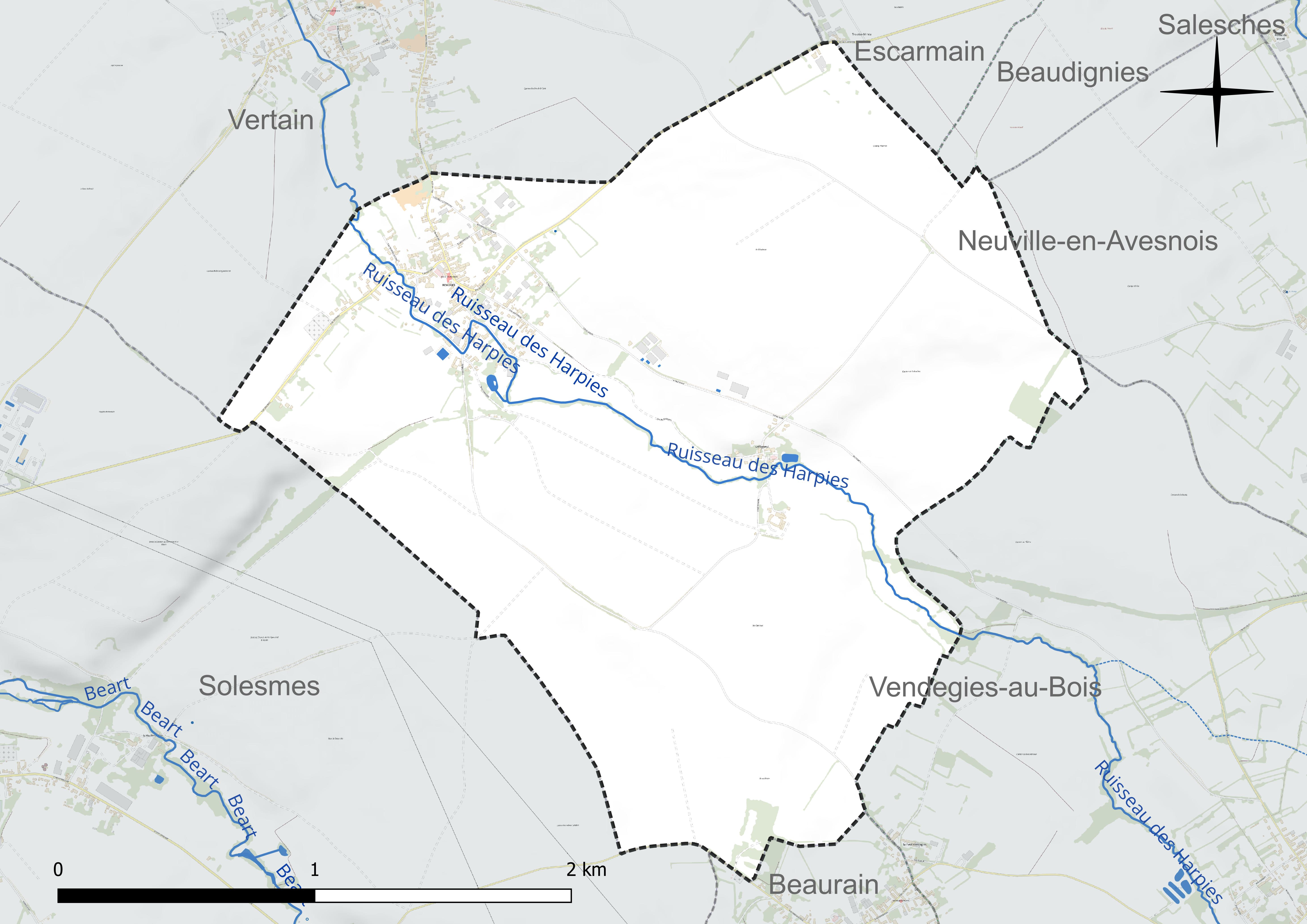
Carte hydrographioque du territoire communal.
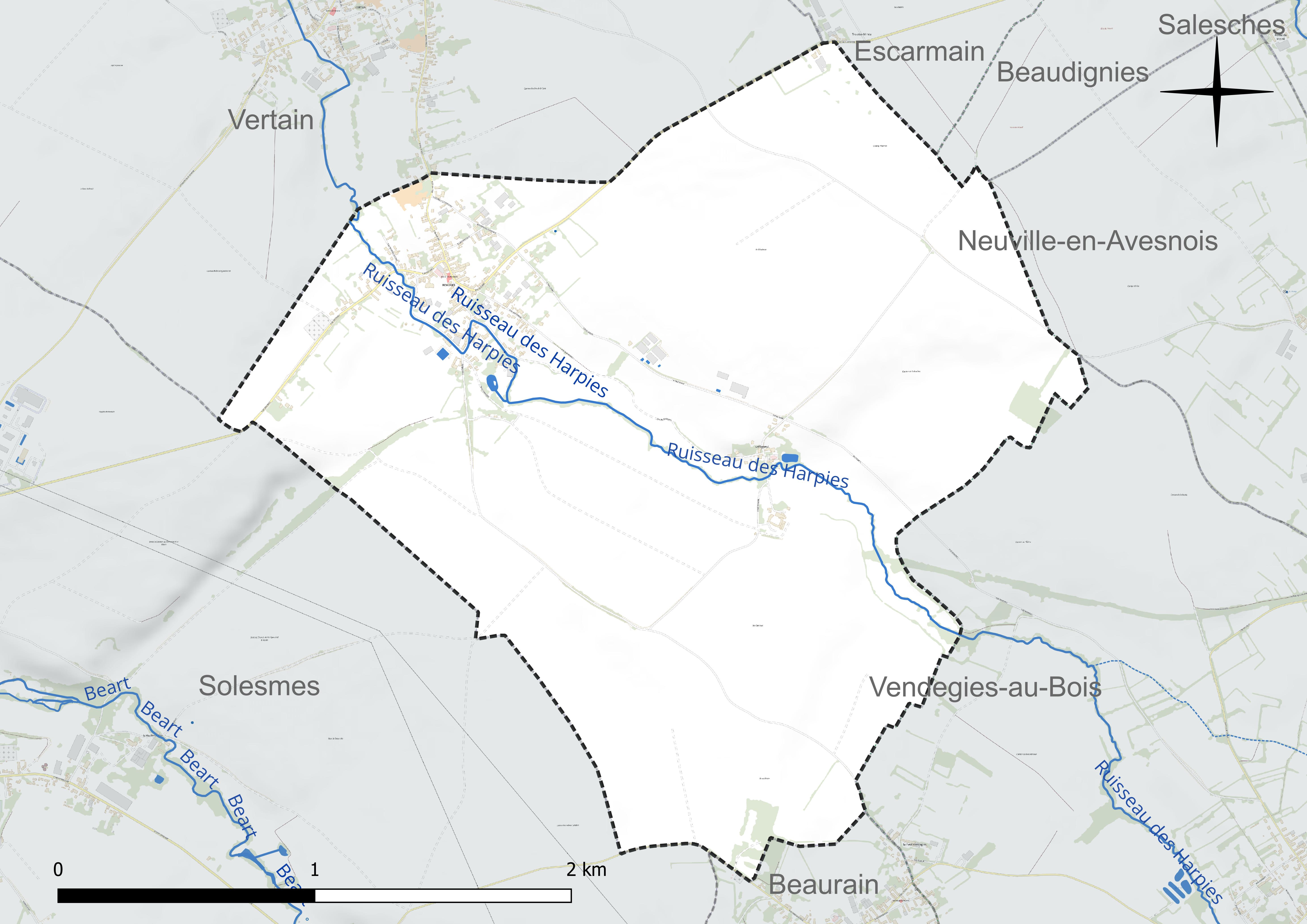
Réseau hydrographique de Romeries.

#### Gestion et qualité des eaux
Le territoire communal est couvert par le schéma d'aménagement et de gestion des eaux (SAGE) « Escaut ». Ce document de planification concerne un territoire de 2 005 km2 de superficie, délimité par le bassin versant de l'Escaut. Le périmètre a été arrêté le 9 juin 2006 et le SAGE proprement dit a été approuvé le 13 juillet 2021. La structure porteuse de l'élaboration et de la mise en œuvre est le syndicat mixte Escaut et Affluents (SyMEA).
La qualité des cours d'eau peut être consultée sur un site dédié géré par les agences de l'eau et l'Agence française pour la biodiversité.

### Climat
Pour des articles plus généraux, voir Climat des Hauts-de-France et Climat du Nord.
En 2010, le climat de la commune est de type climat océanique dégradé des plaines du Centre et du Nord, selon une étude du CNRS s'appuyant sur une série de données couvrant la période 1971-2000. En 2020, Météo-France publie une typologie des climats de la France métropolitaine dans laquelle la commune est exposée à un climat océanique altéré et est dans la région climatique Nord-est du bassin Parisien, caractérisée par un ensoleillement médiocre, une pluviométrie moyenne régulièrement répartie au cours de l'année et un hiver froid (3 °C).
Pour la période 1971-2000, la température annuelle moyenne est de 10,1 °C, avec une amplitude thermique annuelle de 14,8 °C. Le cumul annuel moyen de précipitations est de 765 mm, avec 12,4 jours de précipitations en janvier et 9,2 jours en juillet. Pour la période 1991-2020, la température moyenne annuelle observée sur la station météorologique la plus proche, située sur la commune de Valenciennes à 17 km à vol d'oiseau, est de 11,0 °C et le cumul annuel moyen de précipitations est de 694,1 mm,. Pour l'avenir, les paramètres climatiques de la commune estimés pour 2050 selon différents scénarios d'émission de gaz à effet de serre sont consultables sur un site dédié publié par Météo-France en novembre 2022.

## Urbanisme

### Typologie
Au 1er janvier 2024, Romeries est catégorisée bourg rural, selon la nouvelle grille communale de densité à sept niveaux définie par l'Insee en 2022.
Elle est située hors unité urbaine. Par ailleurs la commune fait partie de l'aire d'attraction de Valenciennes (partie française), dont elle est une commune de la couronne,. Cette aire, qui regroupe 102 communes, est catégorisée dans les aires de 200 000 à moins de 700 000 habitants,.

### Occupation des sols

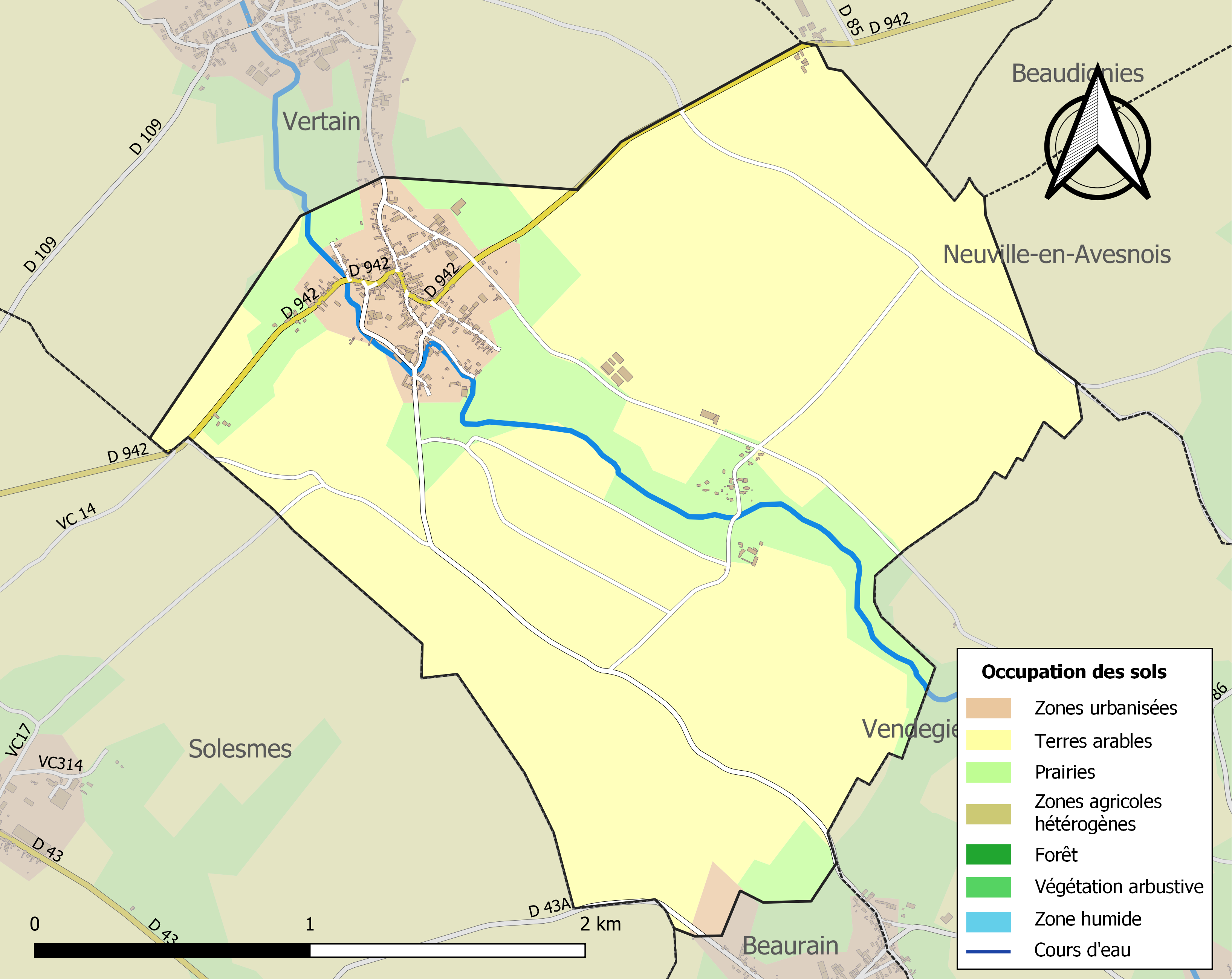
Carte des infrastructures et de l'occupation des sols de la commune en 2018 (CLC).

L'occupation des sols de la commune, telle qu'elle ressort de la base de données européenne d'occupation biophysique des sols Corine Land Cover (CLC), est marquée par l'importance des territoires agricoles (92,9 % en 2018), une proportion identique à celle de 1990 (92,9 %). La répartition détaillée en 2018 est la suivante :
terres arables (77,3 %), prairies (15,6 %), zones urbanisées (7,1 %). L'évolution de l'occupation des sols de la commune et de ses infrastructures peut être observée sur les différentes représentations cartographiques du territoire : la carte de Cassini (XVIIIe siècle), la carte d'état-major (1820-1866) et les cartes ou photos aériennes de l'IGN pour la période actuelle (1950 à aujourd'hui).

### Lieux-dits, hameaux et écarts
Situé à 3 km au sud-est de Romeries sur le ruisseau des Harpies, le hameau de Vertigneul comporte une vingtaine d'habitations; il est relié à Romeries par la rue Paul Bisiau et par un sentier pédestre.
Vertigneul était une paroisse indépendante avant la Révolution française. Instituée comme commune indépendante au début de la Révolution, elle est rattachée à celle de Romeries dès les années 1790-1794.
L'église a conservé son portail du XVIe siècle, le clocher date des années 1700.
Au fond du cimetière se trouve le cimetière militaire qui comporte les tombes de soldats néo-zélandais tombés lors de la libération du hameau fin octobre 1918.

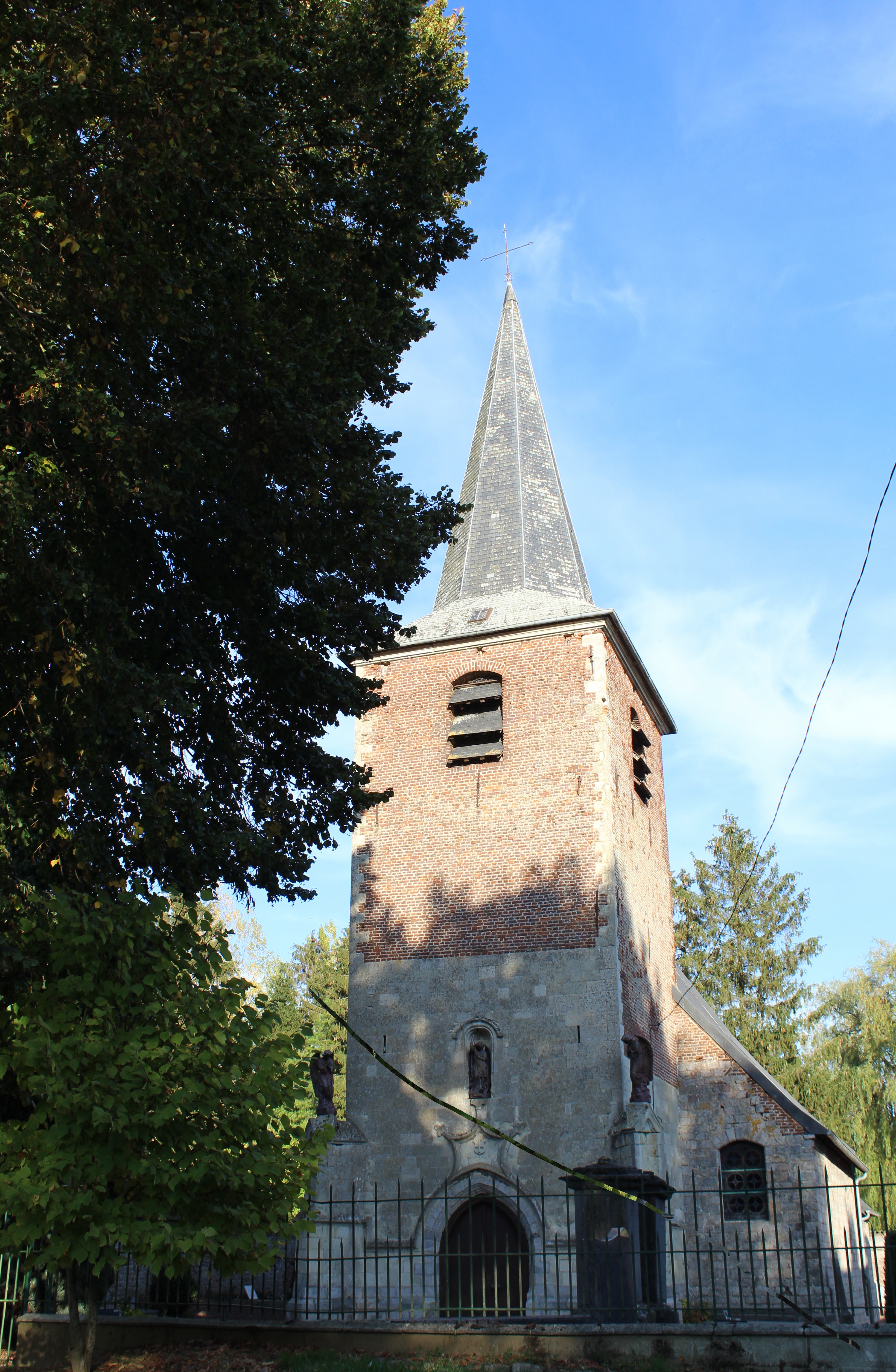
L'église.
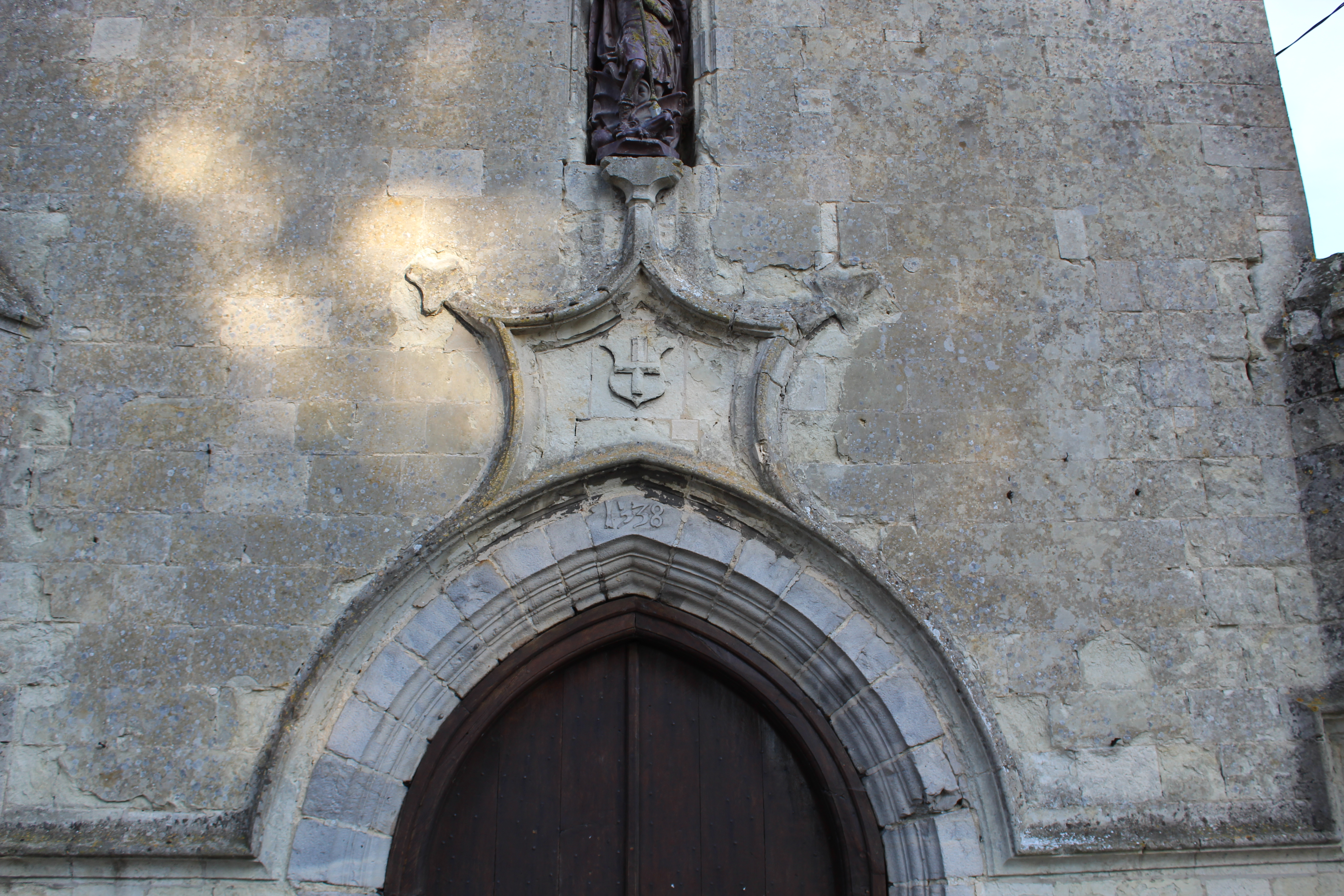
Portail de l'église daté de 1538.
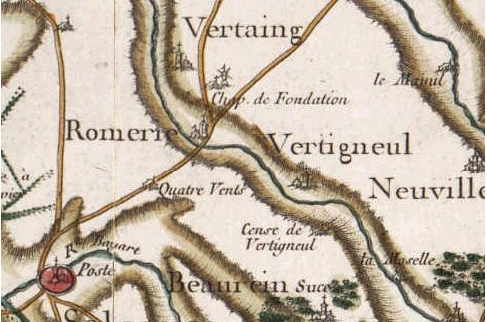
Carte de Cassini vers 1750.

### Habitat et logement
En 2020, le nombre total de logements dans la commune était de 197, alors qu'il était de 182 en 2015 et de 172 en 2010.
Parmi ces logements, 93,9 % étaient des résidences principales, 1 % des résidences secondaires et 5,1 % des logements vacants. Ces logements étaient pour 97,4 % d'entre eux des maisons individuelles et pour 2 % des appartements.
Le tableau ci-dessous présente la typologie des logements à Romeries en 2020 en comparaison avec celle du Nord et de la France entière. Une caractéristique marquante du parc de logements est ainsi la faible proportion des résidences secondaires et logements occasionnels (1 %) par rapport au département (1,7 %) et à la France entière (9,7 %).
| Typologie                                               | Romeries | Nord | France entière |
| ------------------------------------------------------- | -------- | ---- | -------------- |
| Résidences principales (en %)                           | 93,9     | 90,7 | 82,1           |
| Résidences secondaires et logements occasionnels (en %) | 1        | 1,7  | 9,7            |
| Logements vacants (en %)                                | 5,1      | 7,7  | 8,2            |

## Toponymie
Romerias (1046), Rameries (1119), Romereias (1131), Romeriis (1148, 1160, 1180, 1181).
Comme Romerée, Romeries viendrait d'un anthroponyme germanique, Rumahari > Rumahariacas, « appartenant à Rumahari ». Ce nom est formé de hrom (glorieux) ou de rūmi (vaste) et de hari- (« armée »).

## Histoire

### Origines et Moyen Âge
Le nom "Romeries" semble avoir des origines anciennes, probablement liées au mot latin "romaria", qui désignait un lieu de pèlerinage. Comme beaucoup de villages du nord de la France, Romeries a des racines qui remontent au Moyen Âge. Durant cette période, le village était dominé par des seigneurs locaux et tourné vers l’agriculture. La présence de l’Église au cœur du village témoigne de l’importance de la religion à cette époque.

### Époque moderne
Durant les périodes qui ont suivi, comme le XVIe et XVIIe siècles, Romeries a connu les aléas de l'histoire de la région, notamment les guerres et les invasions qui ont secoué le nord de la France. Toutefois, comme pour beaucoup de villages français, c’est essentiellement une vie agricole qui a dominé jusqu’à la révolution industrielle du XIXe siècle. Les habitants vivaient principalement de la culture des terres, avec une économie centrée sur l’agriculture et l’élevage.

### Première Guerre mondiale
Comme de nombreux villages des Hauts-de-France, Romeries a été profondément touché par la Première Guerre mondiale. Situé non loin de la ligne de front, le village a subi des dommages importants pendant les combats. En 1918, Romeries fut le théâtre de la dernière offensive alliée qui aboutit à la libération du territoire français. À ce moment de la guerre, les forces alliées, comprenant principalement des troupes britanniques, françaises, belges, mais aussi des soldats venus des dominions de l'Empire britannique, comme l'Australie, le Canada et la Nouvelle-Zélande, étaient en pleine contre-offensive après l'échec des grandes offensives allemandes du printemps 1918.
Romeries se trouve sur la ligne de front de cette dernière phase du conflit, dans une région qui a été lourdement disputée pendant toute la guerre. En effet, le nord de la France, avec ses nombreux villages et ses réseaux de tranchées, a été l'un des principaux théâtres des combats sur le front occidental.

### L'offensive de libération
En octobre 1918, les forces alliées avancent vers l'est, repoussant progressivement les armées allemandes hors des territoires occupés. Romeries, avec d'autres villages des environs, devient un objectif stratégique pour les troupes britanniques et du Commonwealth, car la zone devait être sécurisée pour permettre une progression continue vers la Belgique.
Le 24 octobre 1918, lors de l'une des dernières batailles menées par le 5e bataillon d'infanterie du régiment Leicestershire, Romeries est capturé après de violents combats. Les soldats britanniques, soutenus par des troupes australiennes et néo-zélandaises, mènent l'assaut contre des positions allemandes bien fortifiées. Ces batailles font partie de l’ensemble des offensives qui mèneront à la signature de l’armistice le 11 novembre 1918.

### Le cimetière militaire du Commonwealth
En mémoire des soldats tombés pendant ces combats, un cimetière militaire du Commonwealth a été érigé à Romeries. Il s'agit d'un cimetière géré par la Commonwealth War Graves Commission (CWGC), une organisation créée pour honorer et entretenir les tombes des soldats du Commonwealth morts lors des guerres mondiales.
Le Romeries Communal Cemetery Extension contient les tombes de 130 soldats du Commonwealth, dont beaucoup sont morts lors des combats pour la libération du village en octobre 1918. Parmi eux, on trouve des soldats britanniques, australiens, néo-zélandais, et quelques Canadiens. Ce cimetière rappelle l'internationalisation de l'effort de guerre, et le lourd tribut payé par ces soldats venus de l'autre bout du monde pour combattre aux côtés des Français.

### Après-guerre et époque contemporaine
Après la guerre, Romeries, comme beaucoup d'autres communes, a été reconstruit et a retrouvé progressivement son rythme de vie. Aujourd'hui, le village est un lieu paisible, marqué par son patrimoine rural et ses monuments historiques, comme son église, dédiée à Saint-Vaast. L'agriculture continue d'y jouer un rôle important, bien que la modernisation et la proximité de plus grandes villes aient changé le mode de vie des habitants.
La commune a été desservie de 1876 à 1955 par la ligne d'Escaudœuvres à Gussignies, faciltant les déplacements des habitants et le transport des marchandises à une époque où il n'existait pas d'autres moyens de transports performants.

## Politique et administration

### Rattachements administratifs et électoraux

#### Rattachements administratifs
La commune se trouve dans l'arrondissement de Cambrai du département du Nord
Elle faisait partie depuis 1793 du canton de Solesmes. Dans le cadre du redécoupage cantonal de 2014 en France, cette circonscription administrative territoriale a disparu, et le canton n'est plus qu'une circonscription électorale.

#### Rattachements électoraux
Pour les élections départementales, la commune fait partie depuis 2014 du canton de Caudry
Pour l'élection des députés, elle fait partie de la douzième circonscription du Nord.

### Intercommunalité
Romeries est membre de la communauté de communes du Pays solesmois, un établissement public de coopération intercommunale (EPCI) à fiscalité propre créé en 1994 et auquel la commune a transféré un certain nombre de ses compétences, dans les conditions déterminées par le code général des collectivités territoriales.

### Liste des maires
| Période | Période | Identité           | Étiquette | Qualité |
| ------- | ------- | ------------------ | --------- | ------- |
|         |         |                    |           |         |
| 1561    | 1571    | David Lefebvre     |           |         |
| 1571    | 1576    | Jehan Lemoisne     |           |         |
| 1588    |         | Antoine Deudon     |           |         |
| 1590    |         | Simon de Recqz     |           |         |
| 1594    |         | Henri Lefebvre     |           |         |
| 1598    |         | Pasquier Lefebvre  |           |         |
| 1623    |         | Hubert Deudon      |           |         |
| 1648    |         | Pierre Le Moisne   |           |         |
| 1693    |         | Pierre Lenglet     |           |         |
| 1715    | 1739    | Pierre Delsart     |           |         |
| 1739    |         | Alexandre Lefebvre |           |         |
| 1751    |         | Pierre Dhaussy     |           |         |
| 1774    |         | Noel Mairesse      |           |         |
| 1783    |         | Charles Piette     |           |         |
| 1783    | 1790    | Jean-Adrien Moisne |           |         |

| Période    | Période                        | Identité                | Étiquette | Qualité                                 |
| ---------- | ------------------------------ | ----------------------- | --------- | --------------------------------------- |
| 1790       | 1792                           | Jean-François Briastre  |           |                                         |
| 1792       | 1795                           | Charles-Joseph Vaille   |           |                                         |
| 1795       |                                | Max-Jean Moine          |           |                                         |
| 1795       | 1798                           | Jean-Baptiste Lesne     |           |                                         |
| 1798       |                                | Jean-François Dugimont  |           |                                         |
| 1799       |                                | André-Jean Dhaussy      |           |                                         |
| 1800       |                                | Pierre-Jean Prouveur    |           |                                         |
| 1801       | 1808                           | Jean-Baptiste Desfossez |           |                                         |
| 1808       | 1816                           | Jean-Jacques Moine      |           |                                         |
| 1816       | 1829                           | Auguste Vaille          |           |                                         |
| 1829       | 1831                           | Isaïe Dugimont          |           |                                         |
|            |                                |                         |           |                                         |
| 1840       | 1848                           | Élysée Vaille           |           |                                         |
| 1848       | 1870                           | Baptiste Douay          |           |                                         |
| 1871       | 1874                           | Théophile Lesne         |           |                                         |
| 1874       | 1878                           | Victor Douay            |           |                                         |
| 1878       | 1888                           | Gustave Bourson.        |           |                                         |
| 1888       | 1889                           | Florent Bera            |           |                                         |
| 1889       | 1892                           | Victor Douay            |           |                                         |
| 1892       | 1908                           | Gustave Bourson         |           |                                         |
| 1908       | 1919                           | Paul Bisiau             |           |                                         |
| 1919       | 1925                           | Adrien Bera             |           |                                         |
| 1925       | 1929                           | Paul Bisiau             |           |                                         |
| 1929       | 1944                           | Adrien Bera             |           |                                         |
| 1944       | 1945                           | Auguste Moine           |           |                                         |
| 1945       | 1983                           | Paul Bisau (Fils)       |           |                                         |
| 1983       | 2000                           | Jean-Paul Bourgeois     |           | Proviseur                               |
| mars 2001  | février 2023                   | Sylviane Marouzé        |           | Enseignante retraitée Morte en fonction |
| avril 2023 | En cours (au 30 novembre 2023) | Xavier Dupont           |           | Cadre retraité Propriétaire du château  |

## Population et société

### Démographie
Les habitants de la commune sont les Romériens et Romériennes.

#### Évolution démographique
L'évolution du nombre d'habitants est connue à travers les recensements de la population effectués dans la commune depuis 1793. Pour les communes de moins de 10 000 habitants, une enquête de recensement portant sur toute la population est réalisée tous les cinq ans, les populations de référence des années intermédiaires étant quant à elles estimées par interpolation ou extrapolation. Pour la commune, le premier recensement exhaustif entrant dans le cadre du nouveau dispositif a été réalisé en 2004.

En 2022, la commune comptait 480 habitants, en évolution de +9,09 % par rapport à 2016 (Nord : +0,51 %, France hors Mayotte : +2,11 %).
| 1793 | 1800 | 1806 | 1821 | 1831 | 1836 | 1841 | 1846 | 1851 |
| ---- | ---- | ---- | ---- | ---- | ---- | ---- | ---- | ---- |
| 515  | 540  | 628  | 700  | 776  | 831  | 879  | 940  | 903  |

| 1856 | 1861 | 1866 | 1872 | 1876 | 1881 | 1886 | 1891 | 1896 |
| ---- | ---- | ---- | ---- | ---- | ---- | ---- | ---- | ---- |
| 937  | 957  | 890  | 911  | 886  | 868  | 797  | 773  | 765  |

| 1901 | 1906 | 1911 | 1921 | 1926 | 1931 | 1936 | 1946 | 1954 |
| ---- | ---- | ---- | ---- | ---- | ---- | ---- | ---- | ---- |
| 667  | 597  | 602  | 517  | 531  | 495  | 510  | 478  | 489  |

| 1962 | 1968 | 1975 | 1982 | 1990 | 1999 | 2004 | 2006 | 2009 |
| ---- | ---- | ---- | ---- | ---- | ---- | ---- | ---- | ---- |
| 484  | 490  | 492  | 407  | 385  | 350  | 405  | 429  | 432  |

| 2014 | 2019 | 2022 | - | - | - | - | - | - |
| ---- | ---- | ---- | - | - | - | - | - | - |
| 431  | 469  | 480  | - | - | - | - | - | - |

#### Pyramide des âges
La population de la commune est relativement jeune.
En 2018, le taux de personnes d'un âge inférieur à 30 ans s'élève à 37,4 %, soit en dessous de la moyenne départementale (39,5 %). À l'inverse, le taux de personnes d'âge supérieur à 60 ans est de 21,9 % la même année, alors qu'il est de 22,5 % au niveau départemental.
En 2018, la commune comptait 237 hommes pour 222 femmes, soit un taux de 51,63 % d'hommes, largement supérieur au taux départemental (48,23 %).
Les pyramides des âges de la commune et du département s'établissent comme suit.
| Hommes | Classe d’âge | Femmes |
| ------ | ------------ | ------ |
| 0,4    | 90 ou +      | 1,3    |
| 8,7    | 75-89 ans    | 10,6   |
| 11,2   | 60-74 ans    | 11,9   |
| 21,1   | 45-59 ans    | 19,8   |
| 20,2   | 30-44 ans    | 20,3   |
| 16,9   | 15-29 ans    | 13,7   |
| 21,5   | 0-14 ans     | 22,5   |

| Hommes | Classe d’âge | Femmes |
| ------ | ------------ | ------ |
| 0,5    | 90 ou +      | 1,4    |
| 5,3    | 75-89 ans    | 8,1    |
| 14,8   | 60-74 ans    | 16,2   |
| 19,1   | 45-59 ans    | 18,4   |
| 19,5   | 30-44 ans    | 18,7   |
| 20,7   | 15-29 ans    | 19,1   |
| 20,2   | 0-14 ans     | 18     |

### Manifestations culturelles et festivités
- Le lancer de saurets,  tradition héritée du Moyen-Âge qui se perpétue tous les premiers lundi de carême, pendant laquelle, au douzième coup de midi, deux quintaux de harengs saurs sont jetés du balcon de la mairie à la population[25],[31].

## Culture locale et patrimoine

### Lieux et monuments
- Corps de ferme anciens[25].
- Église Saint-Humbert de 1869-1876 avec un autel richement sculpté.
- Chapelle Saint-Michel de 1538 et 1700, lieu de pèlerinage pour la paroisse de Solesmes[25], le calvaire et quelques chapelles-oratoires.
- Le château de Romeries, construit au Moyen Âge entre le XIIIe siècle et le XVe siècle sur l'emplacement d'une ancienne motte féodale du Xe et XIe siècles. À la fin du XVIe siècle (miniatures de Cröy), il a l'allure d'un solide château fort. Reconstruit au XVIIe siècle (partie gauche actuelle), il est en partie détruit au courant du XVIIIe siècle et est transformé en demeure d'agrément en 1784. Le château actuel est donc des XVIIe et XVIIIe siècles, sur des fondations plus anciennes (XIVe).
- Le monument aux morts.
- Les deux cimetières militaires de la guerre14-18:
  - Le cimetière militaire britannique Romeries Communal Cemetery Extension situé à côté du cimetière communal[32]
  - Le  cimetière militaire néo-zélandais Vertigneul Churchyard, Romeries situé derrière l'église du hameau de Vertigneul
- Chemin de randonnée Des Harpies à la Motte féodale, long de 16 km et qui passe par Vertain, Romeries et  Beaurain[33]

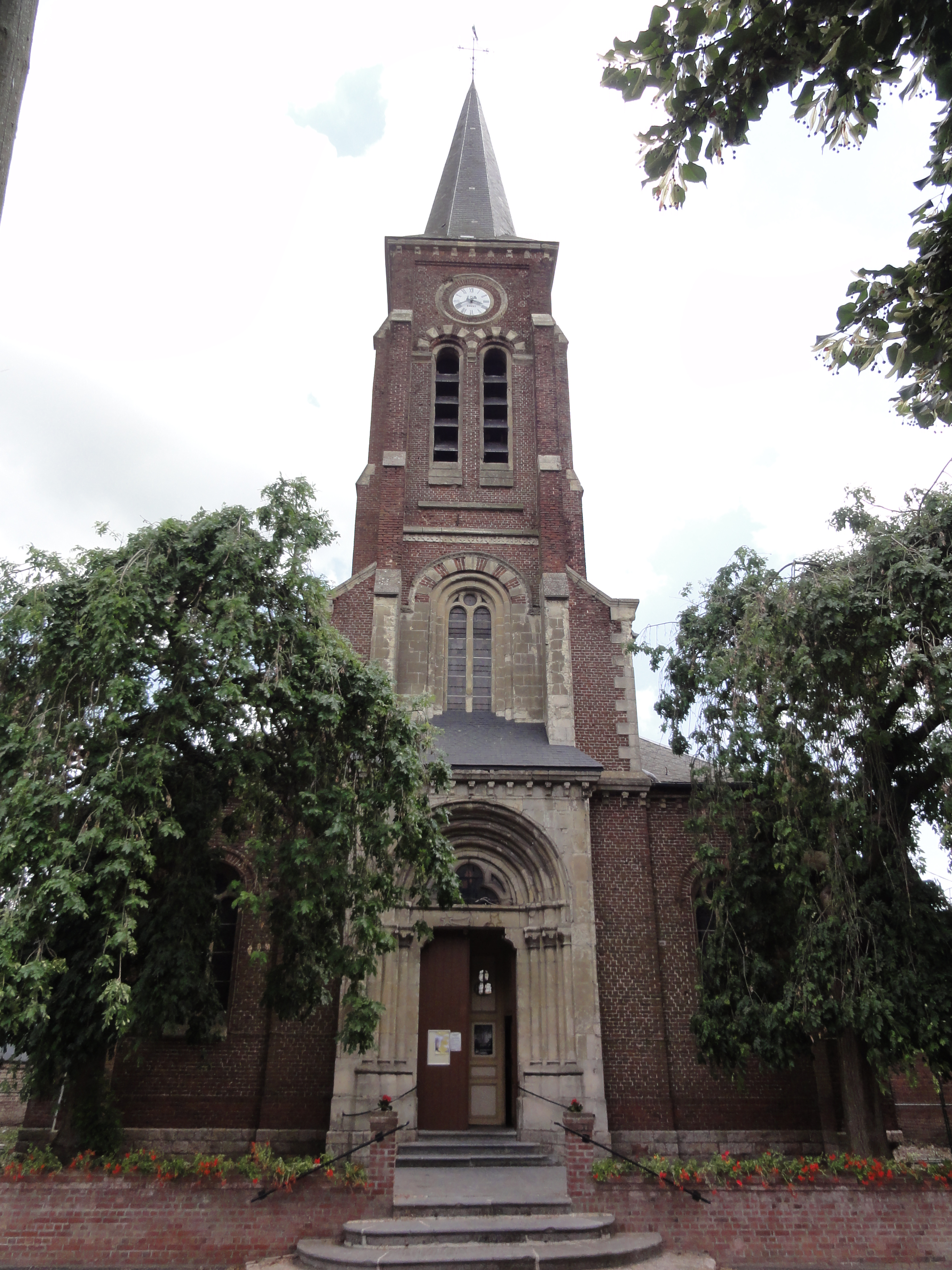
L'église Saint-Humbert...
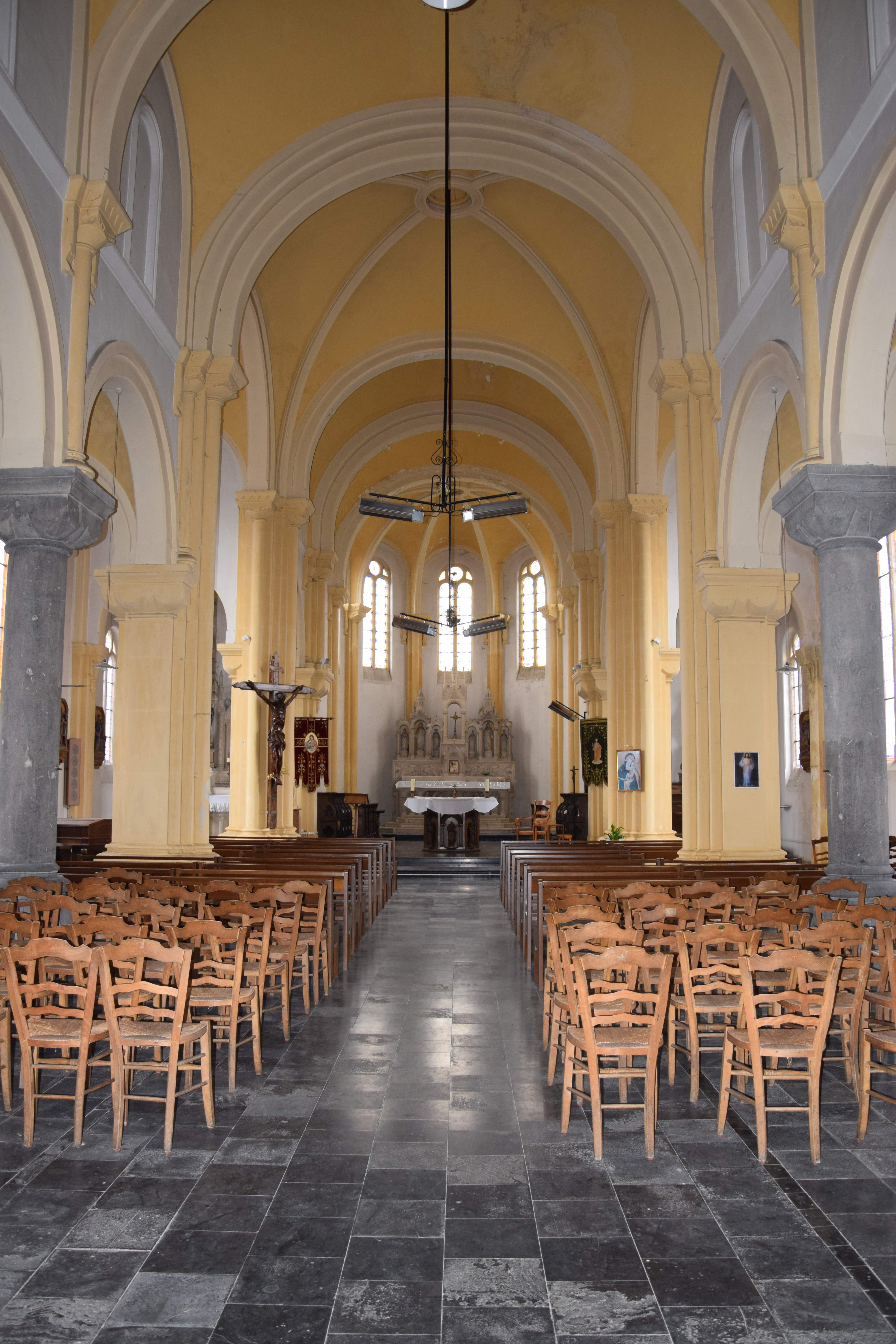
... sa nef...
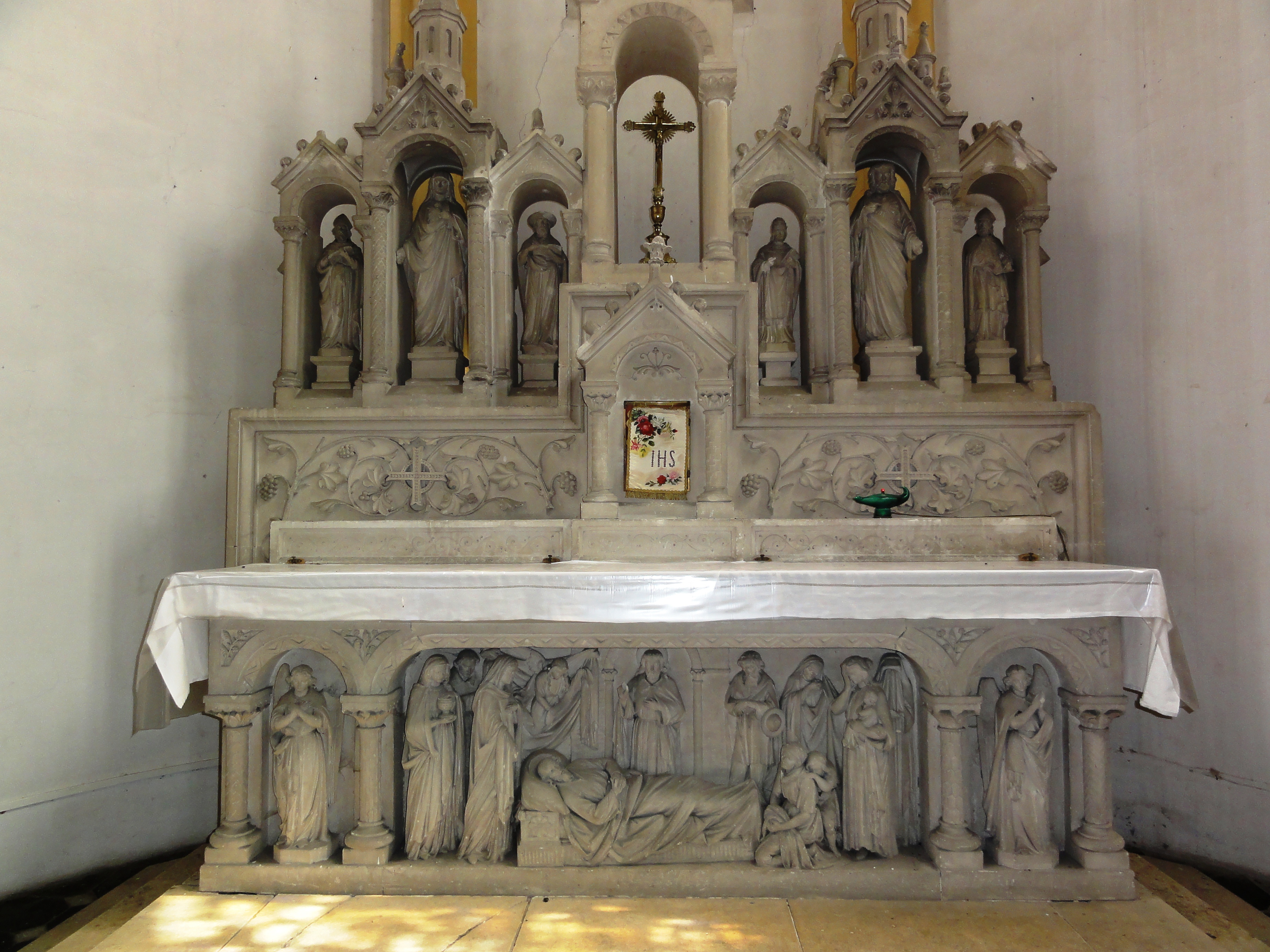
... et son autel.
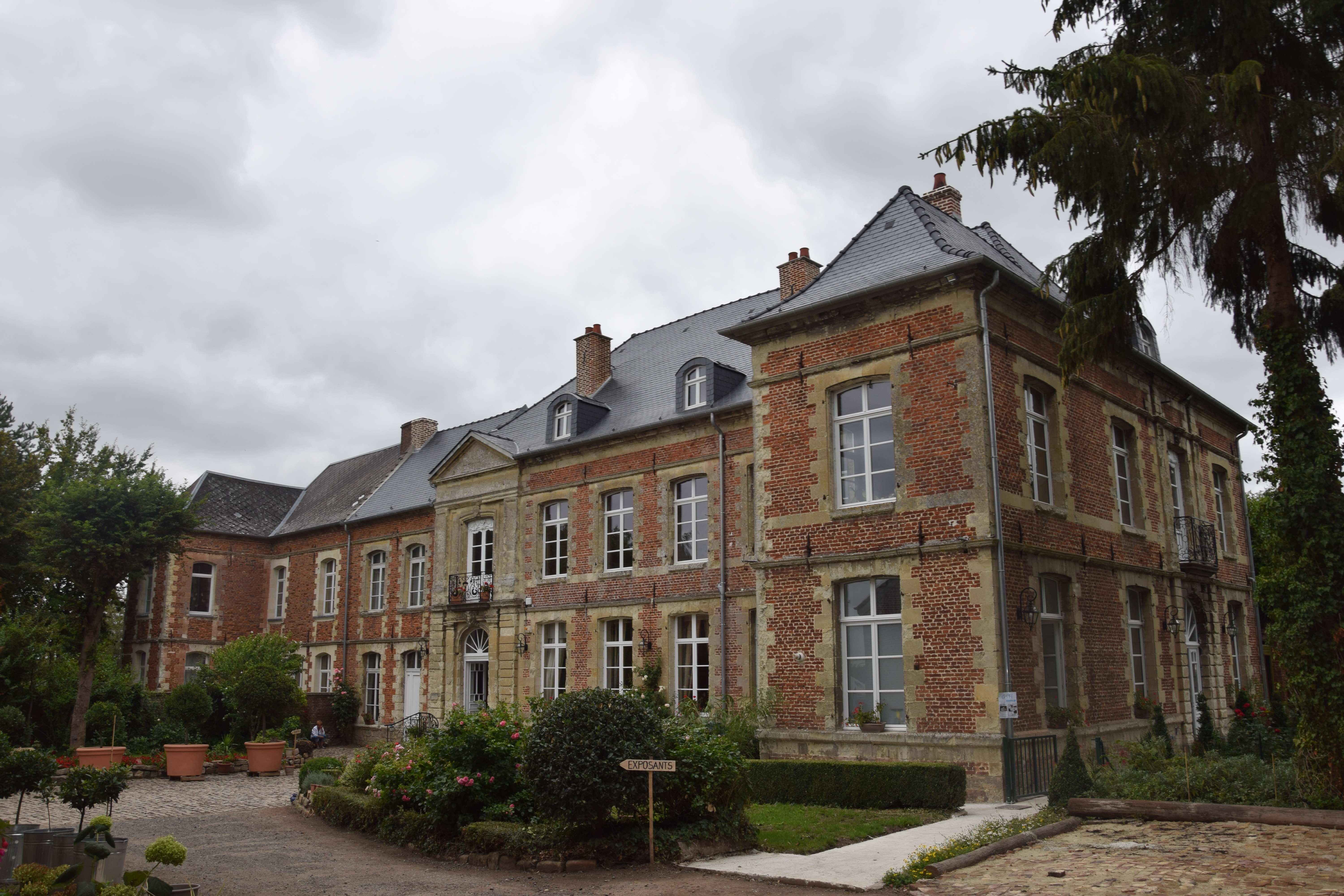
Le château
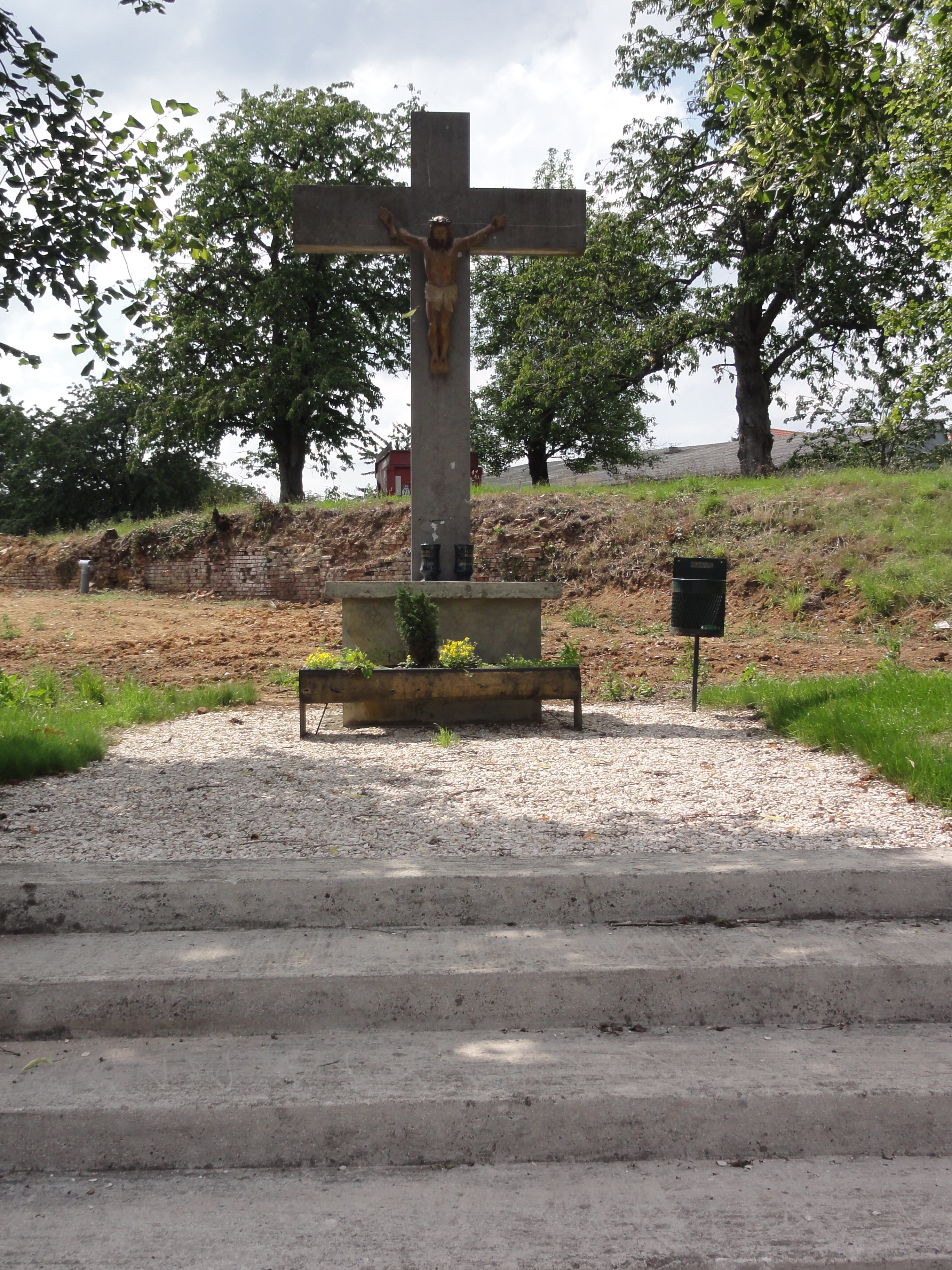
Le calvaire, RD942.
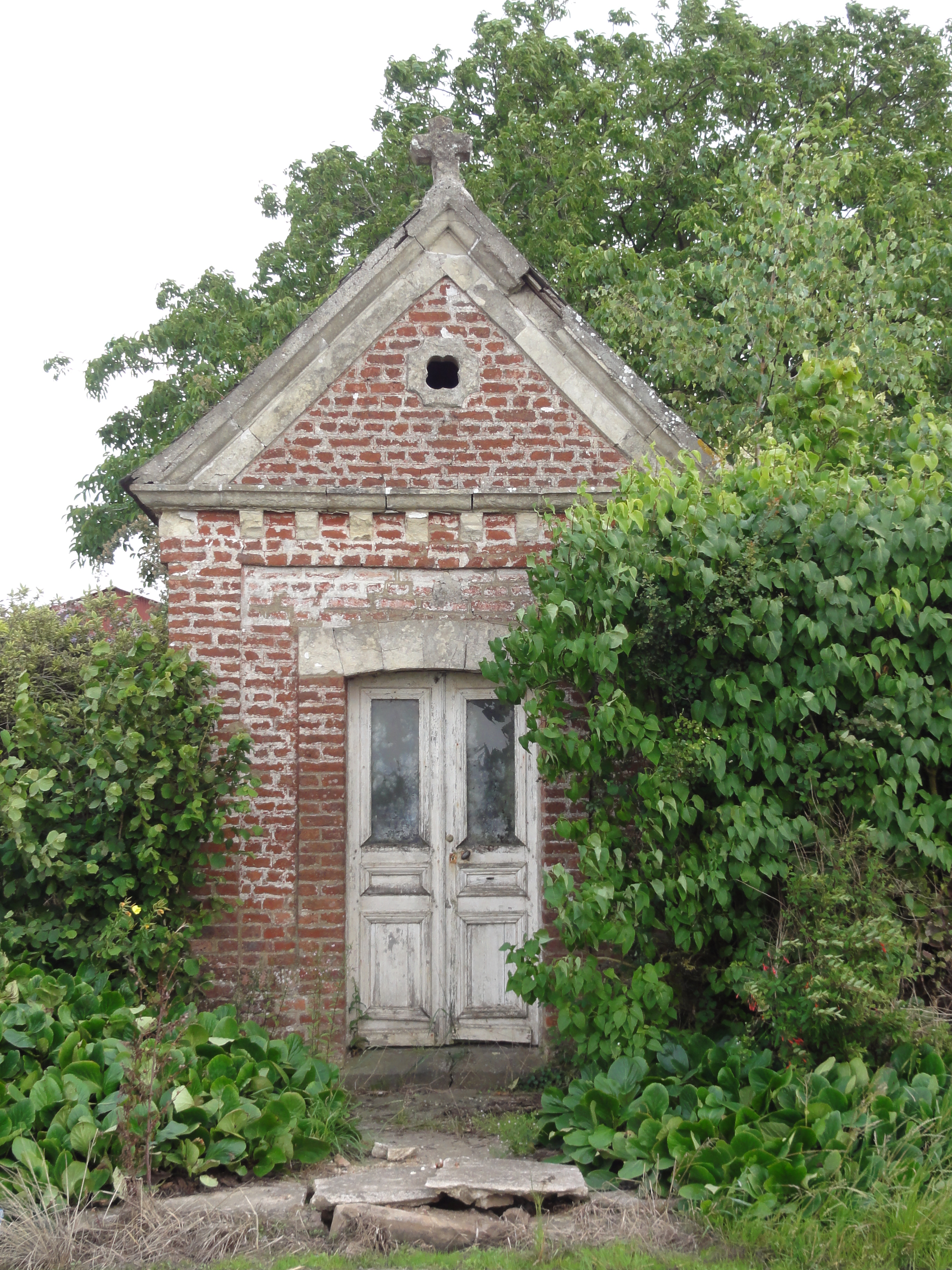
Chapelle, RD942.
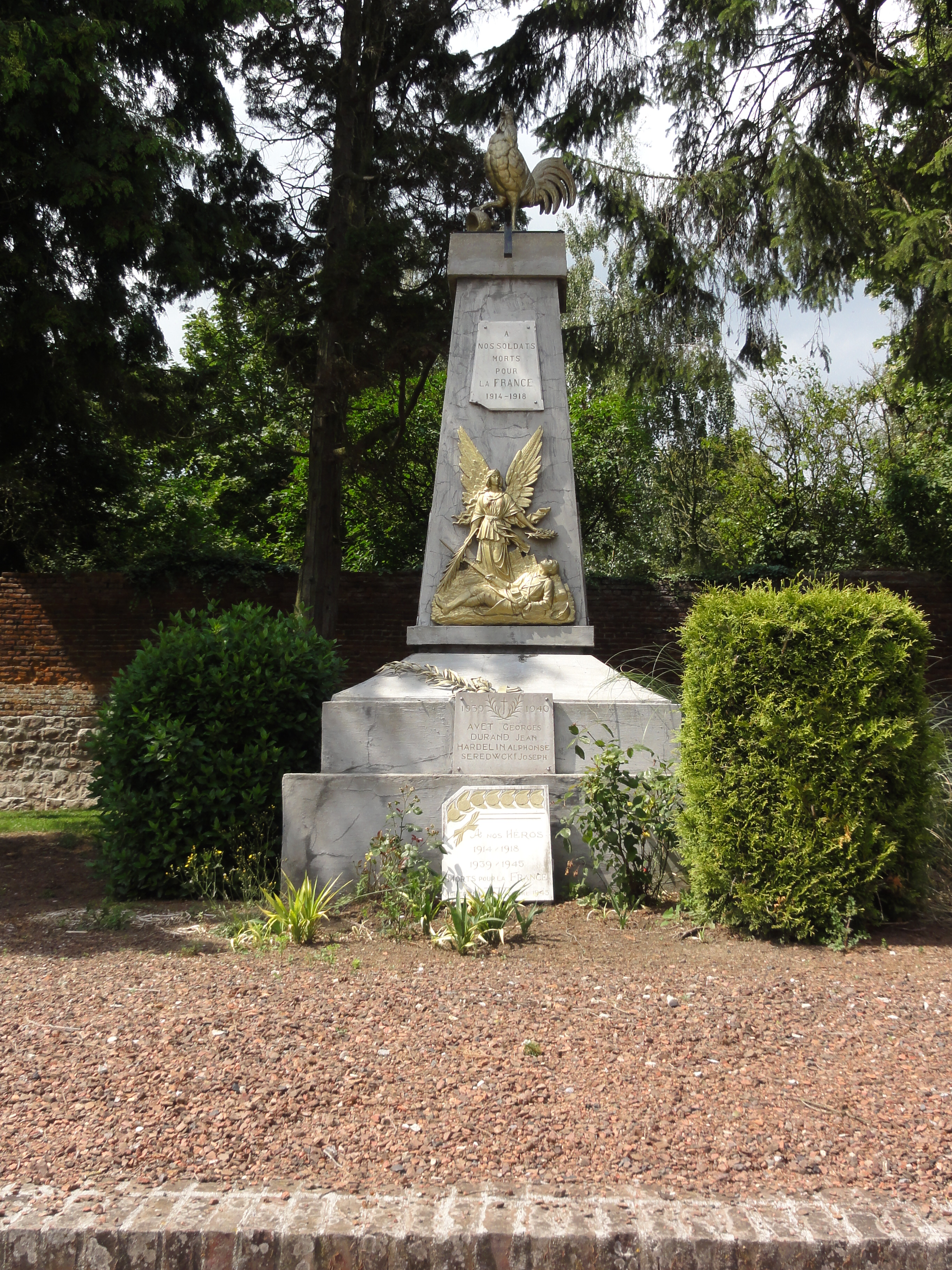
Le monument aux morts.
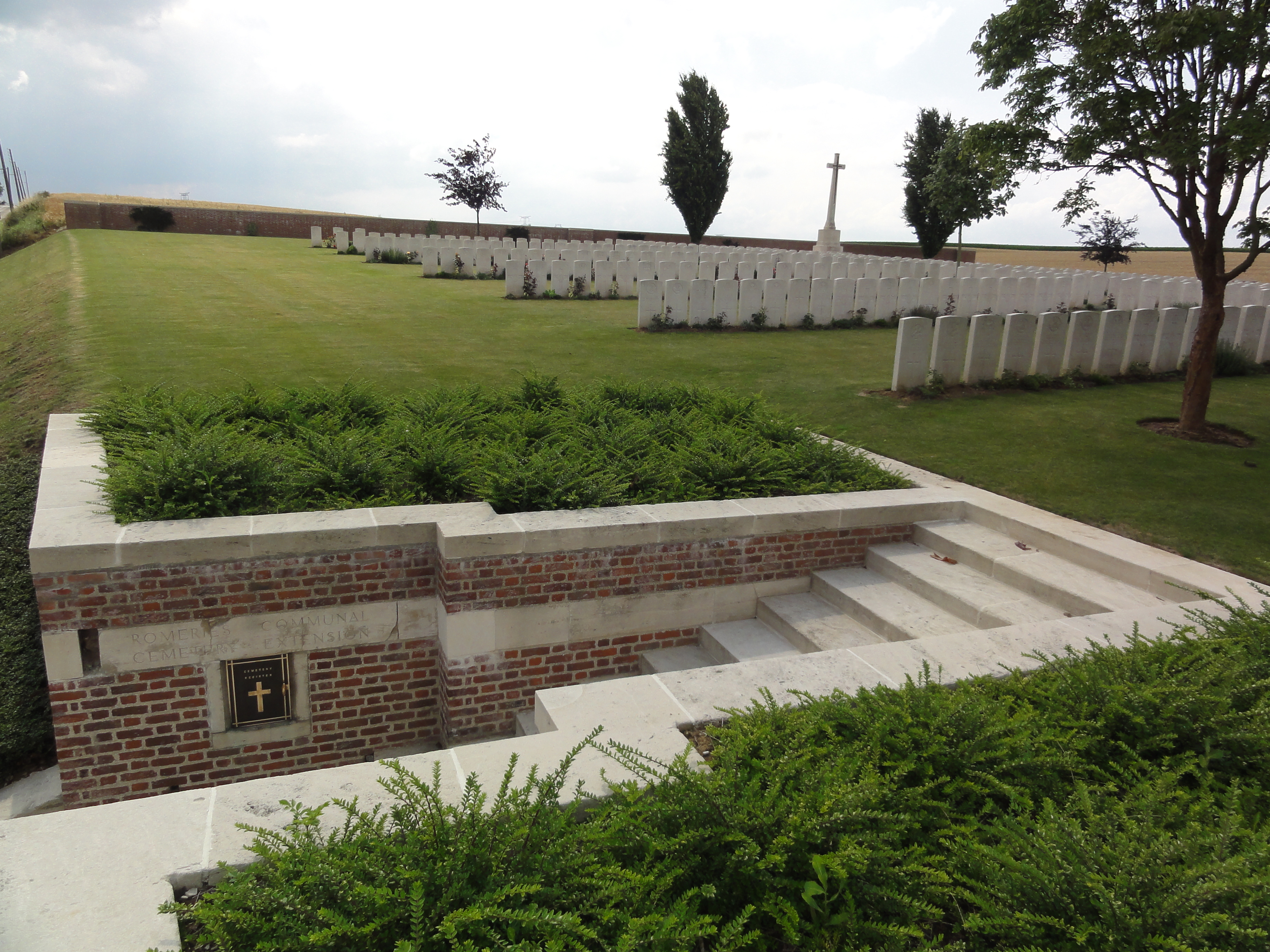
L'extension du cimetière de la CWGC.

### Héraldique
| Blason de Romeries | Blason  | D'argent au chevron de sable, accompagné de trois trèfles du même.                                                                                      |
| Blason de Romeries | Détails | Le blason de la commune est celui des armoiries de la famille d'Espiennes, seigneurs au XVIIIe siècle. Le statut officiel du blason reste à déterminer. |
| Blason de Romeries | Alias   | D'azur à trois roues d'argent. |

## Pour approfondir